# 球果蔊菜
球果蔊菜（学名：Rorippa globosa），又名风花菜，是一种十字花科植物。这种植物在中国分布于黑龙江、辽宁、河北、山西、山东、江苏、广东、广西、台湾等省区，此外，朝鲜、日本、越南及俄罗斯的远东地区也有。